# Рељеф
Рељеф представљају облици Земљине површи који су настали и непрекидно се мењају под дејством унутрашњих и спољашњих сила. Односно, свеукупност облика који карактеришу једну област чини рељеф те области. Рељеф је изглед земљишта, удубљења и узвишења. Површ Земље, тј. површ рељефа представља граничну површ три различите средине: чврсте (литосфера), течне (хидросфера) и гасовите (атмосфера). Због тога што представља површ контакта три различите средине, рељеф мора бити резултат дејства антагонистичких сила сваке од тих средина. Стога дејство сила представља један од врло битних фактора у образовању рељефа.
Осим силе, за настанак рељефа потребан је и материјал на који ће деловати силе. Под материјалом се подразумева стенска маса, одређене геолошке грађе. Од својстава те стенске масе, зависиће карактеристике рељефа.
Ефекти деловања једне силе на стенску масу одређене геолошке грађе зависе од дужине трајања њеног дејства. Због тога је трећи битан фактор, који одређује карактеристике рељефа, време.
Специфичности рељефа у целини и својства појединачних облика који чине тај рељеф зависе, дакле, од три геоморфолошка чиниоца: од дејства скупа сила, од геолошке грађе стенске масе на коју делују силе, и од дужине трајања дејства сила на стенску масу.

## Геоморфолошки чиниоци
Очигледно је да формирање рељефа и његова својства зависе од три категорије чинилаца: енергетских, материјалних и временских.

### Енергетски чинилац
Енергетски чинилац су силе. Као активни фактор, силе се означавају скупним термином агенс. По свом пореклу, оне се деле на унутрашње – ендогене и спољашње – егзогене силе.
Ендогене силе изазивају тектонске и магматске покрете. За обликовање рељефа су значајни првенствено тектонски покрети, који се манифестују као епирогенезе и/или орогенезе и магматски покрети изражени кроз вулканизам и плутонизам.
Егзогене силе су резултат дејства стихије. Оне вајају, или праве скулптуру крупних геолошких или морфолошких целина, насталих дејством ендогених сила.

### Материјални чинилац
Материјални чинилац подразумева стенску масу одређених карактеристика, на коју делују силе. Под дејством сила у стенској маси се образују облици рељефа. Она, дакле, трпи промене. С обзиром на пасивну улогу у формирању рељефа, материјални чинилац се означава термином пацијенс.
Карактеристике стенске масе на коју делује скуп сила, одређује њена геолошка грађа. Овај термин одређује стенску масу у три погледа: по саставу (литологија), по просторним односима њених елемената (склоп) и по хронолошким односима (старост).
Са геоморфолошког аспекта, за настанак и развој рељефа битни су само литолошки састав и склоп стенске масе. С обзиром на то да су процеси образовања и развоја рељефа, по правилу, знатно млађи од времена настанка стенске масе, старост стене овде нема примарни значај. Под материјалним чиниоцем рељефа, на тај начин се подразумева стенска маса одређеног литолошког састава и склопа.
Од геолошке грађе стенског материјала у којем се формирају облици рељефа зависи врста процеса и њен интензитет, па тиме и облици који ће настати.

### Временски чинилац
Трећи битан фактор у образовању рељефа чини време. Силе перманентно делују на стенску масу. При томе се непрекидно разарају постојећи, а стварају нови облици. Постоји, дакле, стална промена рељефа у времену. Савремени рељеф се хронолошки може дефинисати као тачка на кривој, која је повучена у функцији времена.

## Основна законитост рељефа
Рељеф једне области представља неправилну, криву површ у простору, на којој су у контакту три различите средине: литосфера, хидросфера и атмосфера. Она настаје као резултат дејства скупа сила на стенску масу одређене геолошке грађе, а у одређеном периоду времена.
Ако се скуп сила, агенс, означи симболом А, карактеристике геолошке грађе, тј. пацијенс, симболом P, а време симболом V, рељеф се може исказати следећом релацијом:
{\displaystyle R=f(A,P,V)\,\!}

## Недавни напреци
Облици терена се могу издвојити из дигиталног модела надморске висине користећи неке аутоматизоване технике где су подаци прикупљени помоћу савремених сателита и стереоскопских камера за ваздушни надзор. До недавно, састављање података пронађених у таквим скуповима података захтевало је време и скупе технике које су укључивале много радних сати. Најдетаљнији доступни DEM мере се директно коришћењем LIDAR техника.